# Ivica Dragutinović
Pour les articles homonymes, voir Dragutinović.
Ivica Dragutinović (en serbe en écriture cyrillique : Ивица Драгутиновић), surnommé « Drago », né le 13 novembre 1975 à Prijepolje (Yougoslavie aujourd'hui en Serbie), est un ancien footballeur international serbe qui évoluait au poste de défenseur central. 
Grâce à son mariage avec une Liégeoise, Céline Draga, il a obtenu la nationalité belge. Il est également le père de trois filles : Éléna, Sara et Victoria.

## Sélection
Il a honoré sa première cape le 13 décembre 2000 contre l'équipe de Grèce puis participé à la Coupe du monde 2006 avec l'équipe de Serbie-et-Monténégro. 
À la suite d'une rupture du tendon d'Achille, il ne peut disputer la Coupe du monde 2010.

## Palmarès

### Avec le FC Séville
- Vainqueur de la Coupe UEFA en 2006 et 2007.
- Vainqueur de la Supercoupe de l'UEFA en 2006.
- Vainqueur de la Coupe d'Espagne de football en 2007 et 2010.
- Vainqueur de la Supercoupe d'Espagne en 2007.